# A Keresztapa szereplőinek listája
Mario Puzo: A keresztapa című regényének, illetve az ebből készült filmnek a szereplői:

## Főszereplők
- Don Vito Corleone, a Corleone család alapítója és vezére
- Tom Hagen, Don Vito fogadott fia, a Corleone család consiglieréje (tanácsosa)
- Santino „Sonny” Corleone, Don Vito legidősebb fia
- Fredo Corleone, Don Vito második fia
- Michael Corleone, Don Vito fia és utódja, „Don Michele”
- Connie Corleone-Rizzi, Don Vito leánya, Carlo Rizzi felesége, özvegye
- Apollonia Vitelli-Corleone, Michael első, szicíliai felsége
- Kay Adams (Kay Corleone), Michael második, amerikai felesége, Anthony és Mary anyja
- Luca Brasi, Don Vito testőre
- Al Neri, Michael testőre
- Vinnie Mancini-Corleone (Vincent Mancini), Sonny Corleone házasságon kívül született fia, Michael unokaöccse és utódja, „Don Vincenzo”

## Mellékszereplők
- Carmela Corleone: Don Vito Corleone felesége, Sonny, Fredo, Michael és Connie édesanyja („Mamma Corleone”).
- Anthony Corleone: Michael és Kay fia, Mary bátyja. Édesapja jogi pályára szánja, de ehelyett ő énekes lesz. A Parasztbecsület című operában lépett fel először.
- Mary Corleone: Michael és Kay lánya, Anthony húga. Az apja által létrehozott Vito Corleone Alapítvány elnöke. Beleszeret unokatestvérébe, Vincent Mancinibe. Apja eltiltja tőle. Anthony fellépése után Mosca, a Don Altobello által felbérelt bérgyilkos lövése Michael helyett őt sebzi halálra.
- Emilio Barzini: Don Vito Corleone legnagyobb ellenfele volt. Ő adta ki a parancsot Santino Corleone meggyilkolására. A Barzini család New York leghatalmasabb maffiacsaládja volt. Don Barzini (mint mindenki más) a szesztilalom idején szedte meg magát. Az alkoholtilalmat követően belekezdett az illegális szerencsejáték üzletbe. A Barzini család tevékenységei közé tartozott még a prostitúció, a védelmi pénzek szedése. A Tattaglia családdal közösen ők felügyelték a kezdetben alig-alig létező kábítószer-kereskedelmet. A Barziniknek különösen fontos volt a kábítószerüzlet fellendítése, ezért is indítottak háborút a többi családdal közösen a Corleonék ellen. Don Barzinit Al Neri gyilkolta meg, Michael Corleone parancsára. Halálát követően a Barzini család hatalma megtört.
- Carmine Cuneo: A New York-i Cuneo család feje, a Corleone család ellenfele. Michael parancsot ad a meggyilkolására, amelyet Willie Cicci hajt végre.
- Victor Stracci: A New York-i Stracci család donja, a Corleone család ellenfele. Michael öleti meg Clemenzával.
- Bruno Tattaglia: Don Philip Tattaglia fia, a Tattaglia család alvezére. Ő és Sollozzo ölik meg Luca Brasit. Őt Tessio emberei ölik meg, bosszúból a Don Vito elleni merényletért. Halála után fia, Rico Tattaglia fogja irányítani a Tattaglia családot.
- Philip Tattaglia: A New York-i Tattaglia család keresztapája, a Corleone család nagy riválisa. Belefog a drogkereskedelembe Sollozzo segítségével. A film végén Michael ad parancsot a megöletésére. Rocco Lampone gyilkolja meg.
- Genco Abbandando: Don Vito fiatalkori barátja, a Corleone család első consiglieréje.
- Don Osvaldo Altobello: Rico Tattaglia után a Tattaglia család donja, Michael szövetségese és barátja. Don Vito üzlettársa. Vincent mérgezteti meg, Connie közreműködésével.
- Willie Cicci: A Corleone család egyik katonája, Don Cuneo gyilkosa. A család Nevadába költözése után Frank Pentangeli testőre.
- Don Francesco Ciccio: A szicíliai Ciccio család feje. Ő ölette meg Vito szüleit és testvérét. A felnőttként visszatérő Don Vito bosszút áll családjáért, megöli Cicciót.
- Peter Clemenza: A Corleone család egyik caporegime-je, Don Vito fiatalkori barátja. A húszas években ő indítja el Don Corleone alvilági pályafutását. Először drága ruhákat szállító teherautókat kötnek el, majd később belekezdenek a szeszcsempészésbe. Ő és Tessio caporegime, azaz a Don közvetlen jobbkezei. Ő öli meg Don Straccit. Miután Michael Corleone Nevadába költözteti a családot, Clemenza veszi át a New York-i szerencsejáték üzletet.
- Don Massimo Fanucci: a „Fekete Kéz”, a húszas években Hell’s Kitchen ura. Vito öli meg.
- Johnny Fontane: Don Vito keresztfia, énekes.
- Paulie Gatto: a Corleone család katonája. Elárulja a dont Sollozzóéknak. Sonny ezt megtudja és ezért megöleti Clemenzával.
- Moe Greene: Las Vegasi kaszinótulajdonos. Miután nem akarja eladni a kaszinóját Corleonééknak, Michael megöleti.
- Rocco Lampone: Michael caporegime-je Nevadában, a Corleone család katonája. Ő öli meg Don Tattagliát és Hyman Rothot.
- Lucy Mancini: Sonny szeretője, Vincent anyja.
- Mark McCluskey rendőrkapitány: New York-i korrupt rendőrtiszt, Sollozzo üzlettársa. Michael egy találkozó alkalmával megöli mindkettőjüket.
- Johnny Ola: szicíliai gengszter, a nagyhatalmú keresztapa, Hyman Roth jobbkeze. Közreműködött a Michael Corleone elleni merényletben, miután árulásra bírta Fredót, Michael bátyját. Amikor Michael rákérdez, tagadják, hogy ismernék egymást. Havannában, egy éjszakai bárban Fredo véletlenül elszólja magát, hogy Johnny Ola mutatta neki a helyet. Michael ezt véletlenül meghallja, és elküldi testőrét, Bussettát, hogy végezzen Johnnyval.
- Carlo Rizzi: Connie férje. Többször megveri és megcsalja feleségét, amit Sonny kellőképpen megtorol. Carlo elárulja Sonnyt Barzininak, ezért Michael megöleti.
- Virgil Sollozzo: drogkereskedő, Don Tattaglia szövetségese. Beceneve „a Török”. Don Corleonét is be akarja vonni a drogkereskedelembe, de a don elutasítja. Ezért vadászni kezd a donra. Michael öli meg egy találkozón McCluskey rendőrtiszttel együtt.
- Salvatore Tessio: Don Vito fiatalkori barátja, a család caporegime-je Clemenzával együtt. Elárulja Michaelt Barzininak, ezért Michael megöleti.
- Don Tommasino: Don Vito Corleone gyerekkori barátja volt. Később feleségül vette Vito egyik rokonát. Amikor húsz év után Vito hazatért Szicíliába, Tommasino segített neki megölni Don Chicciót. A támadás során lábon lőtték, ennek következtében lába részlegesen lebénult és jórészt csak tolókocsival tudott közlekedni. Ő vette át Don Chiccio helyét és ő lett Szicília egyik legnagyobb Donja. Don Tommasino régi típusú maffiózó volt, soha nem akart kábítószerrel vagy prostitúcióval foglalkozni. Leginkább a gazdag szicíliai földbirtokosoktól szedett védelmi pénzt és szerencsejátékkal foglalkozott. Ő vigyázott Michaelre, amikor az bujkálni kényszerült. Idős korában is határozottan és kemény kézzel irányította családját. Corleonéban és környékén szinte mindenki csodálta és szerette, mert egyszerű emberektől nem szedett pénzt. Végül Don Altobello bérgyilkosa, a monteleprei Mosca ölte meg, amikor Don Tommasino felismerte őt az álruhájában.
- Jack Woltz: híres hollywoodi filmrendező. Nem akarja bevenni legújabb filmjébe Johnny Fontaine-t, ezért kedvenc lovának levágott fejét becsempészik az ágyába. Másnapra meggondolja magát.